# RTS指數

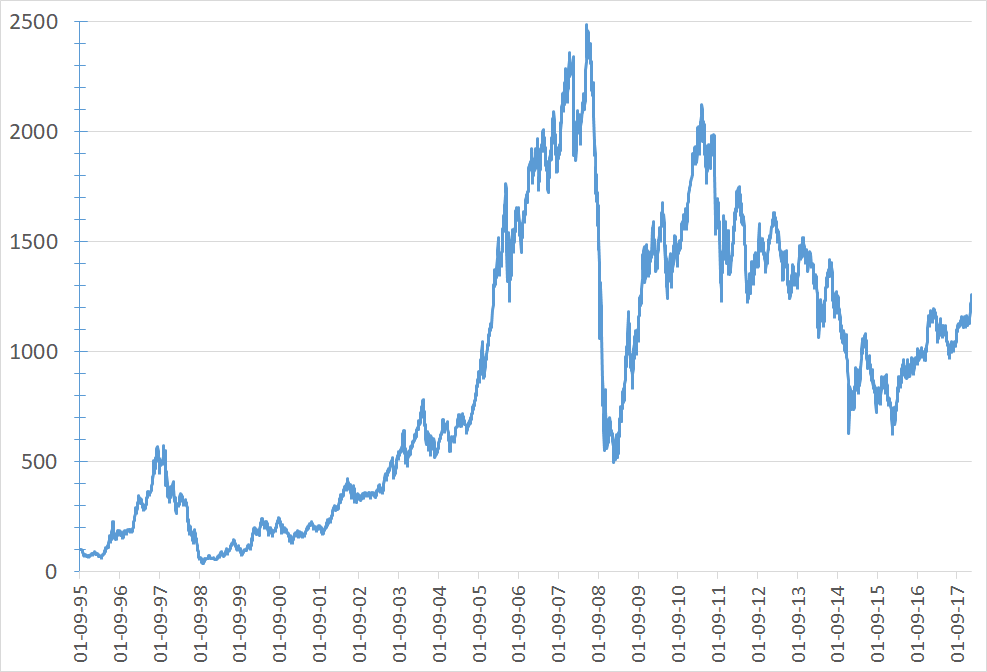
RTS指數（1995年9月至2018年1月）

RTS指數(英語： Russia Trading System Index，RTSI)是俄羅斯股票市場的主要指數，成立於1995年9月1日，基值為100點。RTS指數是由莫斯科證券交易所市值最大且流動性最高的股票所組成，並以美元計價。RTS指數的成份股與以俄羅斯盧布計價的俄羅斯MOEX指數相同，俄羅斯的投資者一般偏好使用俄羅斯MOEX指數，而其他國家的投資者則偏好使用RTS指數。

## 外部連結
- Moscow Exchange Indices (MOEX Russia Index and RTS Index)（页面存档备份，存于）